# Nusalala uncata
Nusalala uncata is een insect uit de familie van de bruine gaasvliegen (Hemerobiidae), die tot de orde netvleugeligen (Neuroptera) behoort. 
Nusalala uncata is voor het eerst wetenschappelijk beschreven door Kimmins in 1936.